# 三氟甲磺酸
三氟甲磺酸是一种很强的有机酸，化学式为CF3SO3H。它在酯化反应中可用作催化剂。

## 合成
三氟甲磺酸首次于1954年由Haszeldine和Kidd以如下途径制得:
三氟甲磺酸的工业制备可通过甲磺酸的电化学氟化（ECF）得到：
CH3SO3H  +  4 HF   →   CF3SO2F  +  H2O  +  1.5 H2
反应产物CF3SO2F通过水解，得到三氟甲磺酸。另外，制备三氟甲磺酸也可使用三氟甲基氯化硫为原料，和氯气反应、水解得到：
CF3SCl  +  2 Cl2  +  2 H2O   →   CF3SO2OH  +  4 HCl
以上途径制得的粗产物可加入三氟甲磺酸酐蒸馏而纯化。

## 性质

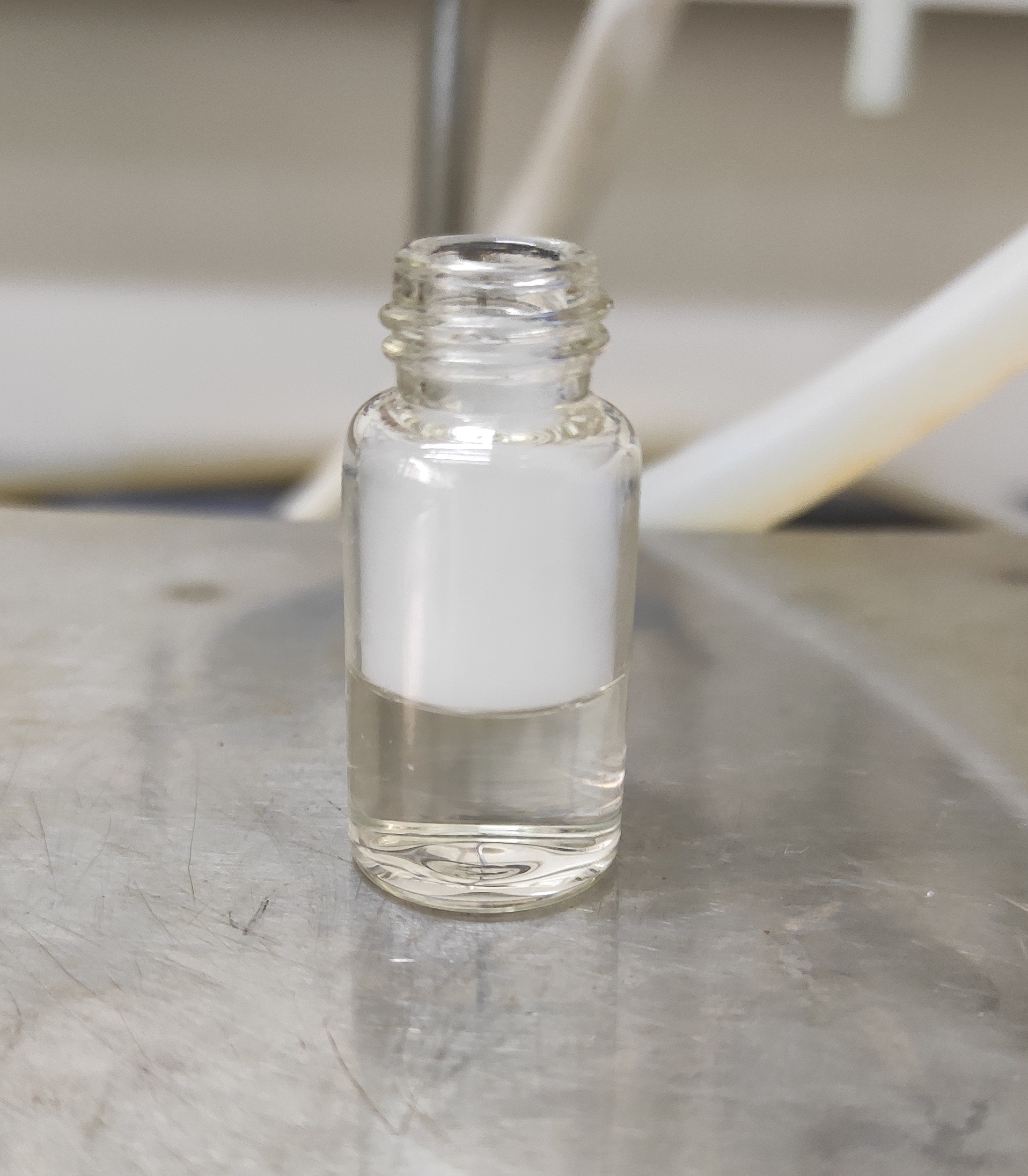
三氟甲磺酸在空气中吸水形成水合物而发烟。

三氟甲磺酸常温下是一种有吸水性和脱水性的无色液体，可溶于极性溶剂，如二甲基甲酰胺、二甲基亚砜、乙腈和二甲基砜。但由于接触时反应会剧烈放热，将它加入极性溶剂中可能产生危险。
三氟甲磺酸是一种超强酸，Ka = 1 ×1012（pKa ~ −12） 。由于它的热稳定性和化学稳定性很强，它和它的共轭碱（CF3SO−
3）都有较多的用途。共轭碱三氟甲磺酸根能够抵抗氧化还原反应的发生，这和很多同时具有强氧化性的强酸形成了鲜明的对比，如高氯酸、硫酸、硝酸等。它也不容易让其他物质磺化，因此无需和在使用硫酸、氟代硫酸和氯磺酸时一样担心这个反应的发生。
三氟甲磺酸在湿润的空气中发烟，这源自于形成的一水合物固体，CF3SO3H·H2O，熔点为34~35 °C。

### 酸性
三氟甲磺酸是一种超强酸，具有酸的通性，如和金属、氧化物、弱酸盐、碱反应，得到相应的三氟甲磺酸盐：
Cu2(OH)2CO3 + 4 CF3SO3H → 2 Cu(CF3SO3)2 + CO2↑ + 3 H2O
(CH3)2NCl + CF3SO3H → [(CH3)2NClH]CF3SO3
它可以直接将W(CH)L4Cl（L=P(CH3)3）质子化，得到[W(CH2)L4Cl]CF3SO3。
W(CH)L4Cl + CF3SO3H → [W(CH2)L4Cl]CF3SO3
它和双(三苯基磷)(乙烯)铂(0)反应，会同时生成乙烷、配盐（(PPh3)2Pt(OSO2CF3)2）和酯（CF3SO3C2H5）。

### 形成磺酸衍生物
三氟甲磺酸和醇等有机物发生酯化反应，可以形成酯，但反应中会同时会生成醚和烯烃。如它和乙醇反应，其主产物是乙酸乙酯（45%），同时产物副产物乙醚（19%）和乙烯（13%）。它也可以可逆地和乙烯或乙醚反应，得到三氟甲磺酸乙酯。
它和五氯化磷加热反应，可以得到三氟甲磺酰氯（53%）和三氟甲磺酸酐（20%）。

### 其它反应
三氟甲磺酸和Se(NSO)2反应，可以得到[Se2N2S]2(CF3SO3)2。
它和Tl5[Nb2S4Br8]Br在湿乙腈中反应，得到含S2桥的水合铌配合物[Nb2(μ2-S2)2(H2O)8](CF3SO3)4·2H2O。

## 用途
三氟甲磺酸可用作一些有机反应的催化剂，如吲哚和吡咯的傅克氨烷基化反应、醇的酰基化反应、氢胺化反应及氢烷氧基化反应等。

## 安全警示
三氟甲磺酸是已知的最强酸之一，任何时候都应当谨慎地处理该物质。如不慎接触眼睛，它会造成从烧伤甚至到失明不等的严重伤害。如接触皮肤，三氟甲磺酸会造成皮肤烧伤和长期的组织损伤。如少量CF3SO3H·H2O被吸入肺部，它将造成痉挛、炎症和水肿。